# Ривас, Эмануэль Бенито
Эмануэль Бенито Ривас (исп. Emanuel Benito Rivas; 17 марта 1983, Кильмес, Аргентина) — аргентинский футболист, полузащитник.

## Клубная карьера
Ривас начал карьеру в 1999 году в «Индепендьенте», с которым в 2002 году выиграл Апертуру, прервав семилетнюю серию клуба без трофеев. В 2004 году перешёл в «Арсенал» из Саранди, но провел там только один сезон, отправившись в Европу, в португальскую «Виторию Гимарайнш». В июле 2006 был отдан в аренду до конца сезона в греческий «Ираклис». После окончания аренды вернулся в Аргентину, подписав контракт с «Тальерес» из Кордовы.
Проведя 11 игр за новый клуб, Эмануэль был отдан в аренду в итальянский «Ареццо».
В 2008 году после шести месяцев аренды в клубе Серии С1, «Ареццо», Ривас в июне 2008 перешёл в «Бари», с которым пробился в серию А в сезоне 2009/10.
С июля 2012 по август 2013 года выступал за клуб серии В «Эллас Верона». Летом 2013 года перешёл в «Специю».
1 сентября 2014 года возвратился в «Варезе».

## Карьера в сборной
Ривас в составе молодёжной сборной Аргентины в 2003 году выиграл Чемпионат Южной Америки, проходивший в Уругвае.